# Pagode Giac Lam
La pagode Giac Lam (viet. Chùa Giác Lâm, chinois 覺林寺, Giác Lâm tự) est une pagode bouddhiste historique d'Hô Chi Minh-Ville (Saïgon), la plus grande ville du  Vietnam. Construite en 1744, c'est un des temples les plus anciens de la ville,  classé site historique par le Département Vietnamien de la Culture, le 16 novembre 1988, par décision 1288 VH/QD. La pagode est située au 118 Lạc Long Quân, dans le  23e secteur du district de Tân Bình, dans la zone Phú Thọ Hòa de la ville. Elle donne sur Cẩm Sơn, et est connue aussi comme  Cẩm Đệm et Sơn Can. 

## Histoire

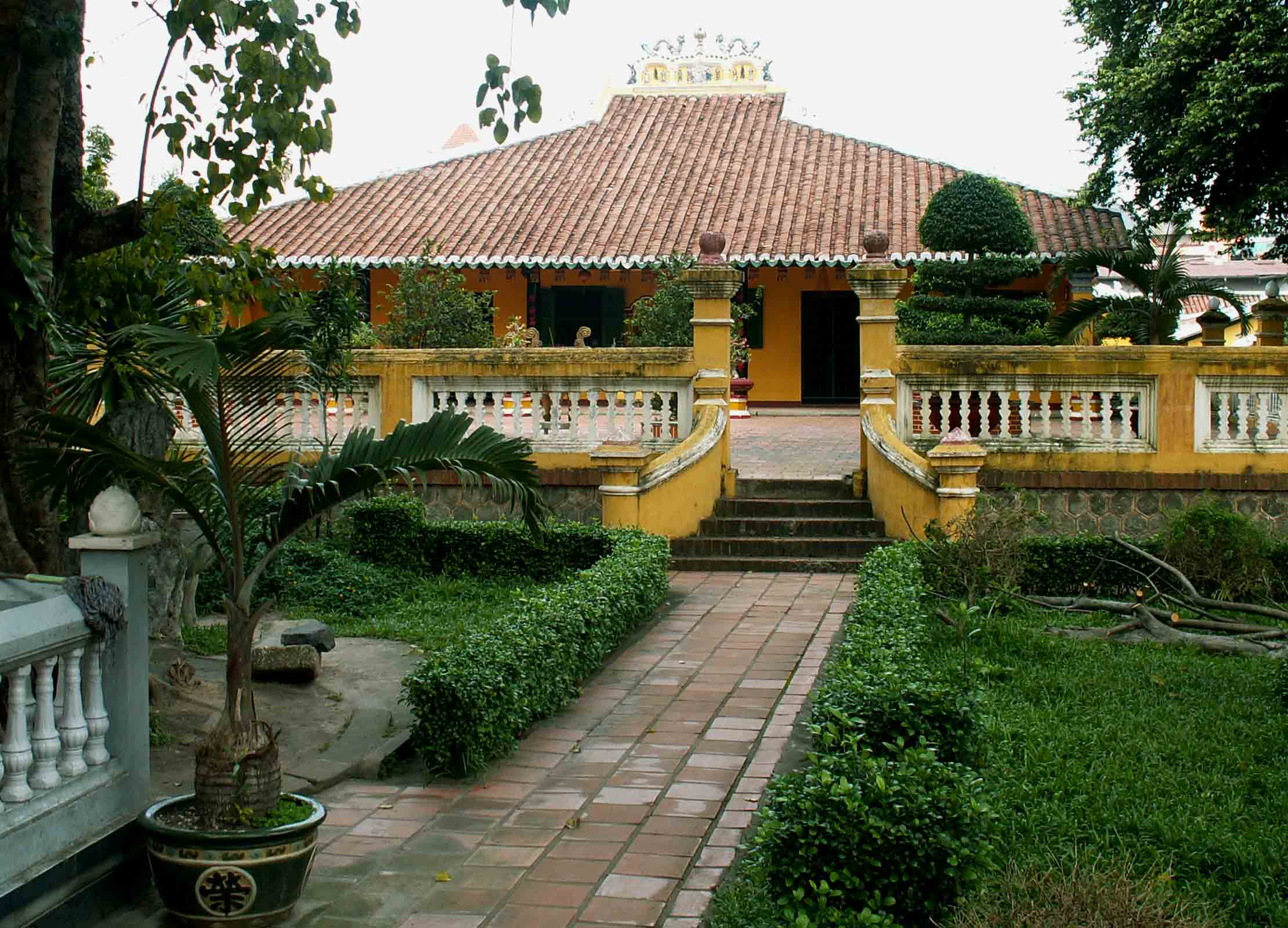
Pagode Giac Lam.

Elle a été construite par Lý Thụy Long, né à Minh Hương, au printemps 1744, c'est-à-dire pendant la saison du Nouvel An vietnamien, sous le règne de Nguyễn Phúc Khoát, des seigneurs Nguyễn, qui étaient alors la famille régnante du Vietnam du sud. Les chroniques historiques de Gia Định (qui deviendra plus tard Saigon puis Ho Chi Minh Ville), écrites par Trịnh Hoài Đức, décrivent l'emplacement comme peu développé, avec une végétation dense ressemblant à la jungle. L'endroit était entouré de jardins de fleurs. Dans ses premières années, le temple était un lieu de rassemblement pendant les fêtes de nouvel an (Tết) et le temple sur la colline avec un point de vue sur les marchés de  Gia Định.
En 1772, Thích Viên Quang, du lignage Lâm tế Zen, devint abbé du temple. À partir de cette date, celui-ci est connu sous son nom actuel, Giac Lam.
Le temple est passé par de nombreuses périodes de rénovation et de reconstruction. La première rénovation notable a eu lieu entre 1799 et 1804, quand Thích Viên Quang autorisa la reconstruction totale du temple. De 1906 à 1909, Thích Hồng Hưng, avec l'assistance de Thích Như Phòng, organisa une seconde rénovation et reconstruction complète du temple. L'histoire de ces rénovations  est présentée dans la salle principale du temple.

## Site
Giac Lam est construit sur un grand terrain, entouré de murs, maintenant intégré au tissu urbain des faubourgs.